# Katsuki Umezu
Katsuki Umezu (japanisch 梅津 克貴 Umezu Katsuki; * 3. April 1999 in der Präfektur Nara) ist ein japanischer Fußballspieler.

## Karriere
Umezu erlernte das Fußballspielen in der Jugendmannschaft von Gamba Osaka. Die U23-Mannschaft des Vereins spielte in der dritten Liga, der J3 League. Bereits als Jugendspieler absolvierte er 20 Drittligaspiele.